# Haapiti
Haapiti es una comuna asociada de la comuna francesa de Moorea-Maiao  que está situada en la subdivisión de Islas de Barlovento, de la colectividad de ultramar de Polinesia Francesa.

## Composición
La comuna asociada de Haapiti comprende una fracción de la isla de Moorea y los tres motus más próximos a dicha fracción:
| Comuna asociada de Haapiti    |                  |                  |                    |
| Fracción de la isla de Moorea | Población (2012) | Superficie (km²) | Densidad (hab/km²) |
| Haapiti                       | 4058             | 38.8             | 105                |
| Islotes                       | Población (2012) | Superficie (km²) | Densidad (hab/km²) |
| Fareone                       | -                | -                | -                  |
| Irioa                         | -                | -                | -                  |
| Tiahura                       | -                | -                | -                  |

## Demografía
| Gráfica de evolución demográfica de Haapiti entre 1977 y 2012 |
|                                                               |

Fuente: Insee